# The Lily and the Rose
The Lily and the Rose; a veces Lily of the Rose es una película muda de drama estadounidense de 1915 dirigida por Paul Powell y protagonizada por Lillian Gish. Se preserva en la Biblioteca de Congreso de los Estados Unidos.

## Reparto
- Lillian Gish como Mary Randolph
- Wilfred Lucas como Jack Van Norman
- Rosie Dolly como Rose (como Rozsika Dolly)
- Loyola O'Connor como Letty Carrington
- Cora Drew como Molly Carrington
- Elmer Clifton como Allison Edwards
- Mary Alden
- William Hinckley
- Alberta Lee (sin acreditar)
- Frank Mills (sin acreditar)